# آغازدونده
آغازدونده (نام علمی: Eodromaeus murphi) نام یک گونه از راسته خزنده‌کفلان است.